# Kedunggaleng
Kedunggaleng is een bestuurslaag in het regentschap Probolinggo van de provincie Oost-Java, Indonesië. Kedunggaleng telt 2493 inwoners (volkstelling 2010).